# União Atlético Clube
El União Atlético Clube conocido como União Atlética Carmolandense y  anteriormente llamado União Atlética Araguainense es un equipo de fútbol de Brasil de la ciudad de Araguaína, Tocantins.

## Historia

### União Atlética Araguainense (1992–2021)
Fundado el 27 de mayo de 1992, disputó 4 ediciones del Campeonato Tocantinense (1993 a 1996), siendo campeón estatal en 1994 y teniendo también el máximo goleador de la competición (Gil, con 8 goles). También ganó la extinta Copa Tocantins en 1995. 
Se licenció del fútbol en 1997 y permaneció inactivo hasta 2009, cuando participó en la segunda división estatal, finalizando en el 5° lugar. Mientras tenía su sede en Araguaína, el club jugaba sus partidos en el estadio Mirandão.
En 2021, União se mudó a Carmolândia para la disputa Segunda División, regresando al fútbol profesional después de 12 años. Durante la disputa mandó sus partidos en los estadios Adailton Kelly y Gauchão (en Araguaína).
En diciembre de 2021, se consagró campeón de la Segunda División de Tocantins al vencer al Bela Vista de Cachoeirinha en el último partido  del triangular final en el estadio Adailton Kally. Con el título, el União disputó la Primera División del Campeonato Tocantinense 2022, llegando a semifinales, perdiendo el primer partido en casa y ganando el partido de vuelta de visita en Tocantinópolis, llevándose el partido a los penales, el Tocantinopolis terminó ganando en los penales, União terminó en el tercer lugar en el campeonato.

## Palmarés
- Campeonato Tocantinense: 3

1994, 2024, 2025
- Campeonato Tocantinense de Segunda División: 1

2021
- Copa Tocantins: 1

1995